# Calectasia grandiflora
Calectasia grandiflora là một loài thực vật có hoa trong họ Dasypogonaceae. Loài này được Preiss miêu tả khoa học đầu tiên năm 1846.
Đây là loài đặc hữu tây nam Tây Úc.